# Candy Rain
「Candy Rain」（キャンディ レイン）は、久保田利伸26枚目のシングル。2001年11月14日に、SME Recordsから発売された。

## 概要
前作「Always Remain」から1年ぶり、アルバム『United Flow』の先行シングル。フジテレビ系ドラマ『水曜日の情事』主題歌。カップリング曲はNECの携帯電話「N503iS」のCMソング。

## 収録曲
全曲作詞・作曲：久保田利伸
1. Candy Rain
2. In your flow
3. Candy Rain （Instrumental：-DETERMINATIONS version-）

## カバー
- 2009年、Sowelu（ベスト・アルバム『Sowelu THE BEST 2002-2009』）